# 大畑英亮
大畑 英亮（おおはた ひであき）は、日本の編集技師である。日本映画学校（現・日本映画大学）卒業。

## 主な作品

### 映画

#### 助手作品
- GO（2001年）
- 劇場版 仮面ライダーアギト PROJECT G4（2001年）

#### 技師作品
- 陽はまた昇る（2002年）
- 凶気の桜（2002年）
- 姐御（2003年）
- OKITE やくざの詩（2003年）
- いつかA列車に乗って（2003年）
- 半落ち（2004年）
- 渋谷物語（2005年）
- 四日間の奇蹟（2005年）
- 仮面ライダーシリーズ
  - 劇場版 仮面ライダー響鬼と7人の戦鬼（2005年）
  - 仮面ライダー THE NEXT（2007年）
  - 仮面ライダー1号（2016年）
  - 仮面ライダーアマゾンズ THE MOVIE 最後ノ審判（2018年）
  - 仮面ライダー電王 プリティ電王とうじょう!（2020年）
- 鳶がクルリと（2005年）
- TANNKA 短歌（2006年）
- Dear Friends（2007年）
- アヒルと鴨のコインロッカー（2007年）
- ジャージの二人（2008年）
- 特命係長 只野仁 最後の劇場版（2008年）
- フィッシュストーリー（2009年）
- 孤高のメス（2010年）
- 君が踊る、夏（2010年）
- ツレがうつになりまして。（2011年）
- 恋する歯車（2013年）
- 劇場版 獣電戦隊キョウリュウジャー ガブリンチョ・オブ・ミュージック（2013年）
- 獣電戦隊キョウリュウジャーVSゴーバスターズ 恐竜大決戦! さらば永遠の友よ（2013年）
- ふしぎな岬の物語（2014年）
- スキャナー 記憶のカケラをよむ男（2016年）

### テレビ
- 未来戦隊タイムレンジャー（2000年）
- 轟轟戦隊ボウケンジャー（2006年）
- 仮面ライダーディケイド（2009年）
- べしゃり暮らし（2019年）
- ザ・ハイスクール ヒーローズ（2021年）
- 暴太郎戦隊ドンブラザーズ（2022年） - 編集助手※10話まで

### スピンオフ
- 仮面ライダージオウ 補完計画（2018年）

## 受賞歴
- 第38回日本アカデミー賞優秀編集賞（2014年、『ふしぎな岬の物語』）[1]